# Лунгарно (Арецо)
Лунгарно је насеље у Италији у округу Арецо, региону Тоскана.
Према процени из 2011. у насељу је живело 53 становника. Насеље се налази на надморској висини од 144 м.